# Spinocentruropsis papuanus
Spinocentruropsis papuanus är en skalbaggsart som beskrevs av Stefan von Breuning 1979. Spinocentruropsis papuanus ingår i släktet Spinocentruropsis och familjen långhorningar. Inga underarter finns listade i Catalogue of Life.